# CD164L2
CD164L2 (англ. CD164 molecule like 2) – білок, який кодується однойменним геном, розташованим у людей на 1-й хромосомі. Довжина поліпептидного ланцюга білка становить 174 амінокислот, а молекулярна маса — 18 534.
| 10         |  | 20         |  | 30         |  | 40         |  | 50         |
| ---------- |  | ---------- |  | ---------- |  | ---------- |  | ---------- |
| MEAPGPRALR |  | TALCGGCCCL |  | LLCAQLAVAG |  | KGARGFGRGA |  | LIRLNIWPAV |
| QGACKQLEVC |  | EHCVEGDRAR |  | NLSSCMWEQC |  | RPEEPGHCVA |  | QSEVVKEGCS |
| IYNRSEACPA |  | AHHHPTYEPK |  | TVTTGSPPVP |  | EAHSPGFDGA |  | SFIGGVVLVL |
| SLQAVAFFVL |  | HFLKAKDSTY |  | QTLI       |  |            |  |            |

A: Аланін

C: Цистеїн

D: Аспарагінова кислота

E: Глутамінова кислота

F: Фенілаланін

G: Гліцин

H: Гістидин

I: Ізолейцин

K: Лізин

L: Лейцин

M: Метіонін

N: Аспарагін

P: Пролін

Q: Глутамін

R: Аргінін

S: Серин

T: Треонін

V: Валін

W: Триптофан

Задіяний у такому біологічному процесі, як альтернативний сплайсинг. 
Локалізований у мембрані.